# Мігунов Іларіон Костянтинович
Іларіон Костянтинович Мігунов  (17 листопада 1910 — 9 червня 1975)  — учасник німецько-радянської війни, повний кавалер ордена Слави.

## Біографія
Народився 17 листопада 1910 року в Донецьку. У 1930 році Мигунов поїхав у Кадіївку, де працював на деревообробному заводі.
У липні 1941 року І. К. Мігунов добровольцем пішов на фронт. Був командиром взводу пішої розвідки 646-го стрілецького полку 152-ї стрілецької дивізії.
Розвідники під командуванням Мігунова проникали в тил противника, добували дані, засікали вогневі точки, захоплювали в полон «язиків». Такі відомості сприяли успіху інших підрозділів у бойових операціях.
22 червня 1944 року, виконуючи завдання по розвідці висоти 147,1, що західніше населеного пункту Двір-Волосовичі, Озаричного району Поліської області, виявив групу німців чисельністю до 35 осіб, яка відступала під натиском його військової частини по дорозі, що вела до населеного пункту Порослище (Озаричного району). Рядовий Мігунов із шістьома товаришами, не дивлячись на чисельну перевагу противника зайняв приховану позицію і відкрив несподіваний вогонь з автоматів, у результаті чого вся група німців була перебита за винятком одного німця, котрого він особисто полонив. При цьому були захоплені трофеї: дві 75-мм гармати і троє коней. У цьому зіткненні рядовий Мігунов особисто знищив 11 ворожих солдатів. За це був нагороджений орденом Слави III ступеня.
19 січня 1945 року старший сержант Мігунов брав участь у наступі на залізничну станцію Гумбіннен, оточеного центру Східної Пруссії. Під час атаки, висуваючись вперед, вів за собою бійців взводу. У цій атаці особисто знищив 8 ворожих солдатів, чим сприяв захопленню станції Гумбіннен. 24 січня 1945 року очолюючи розвідувальну групу на підступах до міста Норденбург, підібрався непомітно до господарського дому і у складі групи захопив 6 німецьких солдатів, яких доправив до свого командування. За ці дії був представлений до ордена Червоної Зірки і зрештою нагоджений орденом Слави II ступеня.
22 березня 1945 року оточене німецьке угруповання, яке радянська піхота тіснила до Балтійського моря, закріпилось у населеному пункті Ширтен неподалік морського порту Розенберг. Німці люто оборонялись та переходили до контратаки. Під час рішучого наступу стрілецького батальйону на Ширтен, групі розвідників у складі 6 осіб, під командуванням старшого сержанта Мігунова, було доручено прикрити фланговим вогнем у період наступу радянських бійців які мали вибити німців з траншей на підступах до Ширтену. Старший сержант Мігунов підвів групу на близьку відстань до німецьких позицій, відкрив несподіваний прицільний вогонь по противнику від чого той розгубився. Обравши вдалий момент Мігунов увірвався у німецькі траншеї і почав рукопашний бій. Діючи гранатами, прикладами та ножами, він та його група деморалізували німців, котрі після 5-годинного бою почали здаватися в полон. Німці, втративши вбитими багато солдатів, відступали до Ширтену. Переслідуючи противника, Мігунов і його група показали вміння ведення вуличного бою, вибиваючи німців із горищ і підвалів будинків, чим сприяли захопленню Ширтена своїм підрозділом. У бою за Ширтен старший сержант Мігунов зі своєю групою знищив 27 німецьких солдатів і захопив у полон 52 солдат і офіцерів противника, при цьому його група втрат не мала. За цю операцію, вмілі дії і хоробрість був нагороджений орденом Слави III ступеня, ставши повним кавалером ордена Слави.
За період війни був також нагороджений орденом Вітчизняної війни II ступеня та медаллю «За відвагу».
Демобілізувавшись у травні 1945 року, Іларіон Костянтинович Мігунов повернувся до Кадіївки, де до пенсії працював майстром ремонтно-будівельного цеху на коксохімічному заводі. Помер у 1975 році.